# シェーハ・ダー山
シェーハ・ダー山（Cheekha Dar、جبل شيخا دار、別名：The Outer Row）は、現在においてイラク国内で最高峰と考えられている山である。CIAワールドファクトブックによる標高は 3,611メートル。Gundah Zhur 村の6キロ北に位置し、イランとの国境を成す。
2004年11月に登頂したイギリスの探検家 ジン・フッレンは、山頂でGPS計測を行い 3,628メートルを記録した。この場所は、スペースシャトルによるレーダー計測（SRTM）やロシアの地形図の計測点と同一地点であるが、これらの資料の標高はCIAの値と一致している。最初の冬山登頂は、2011年3月18日に ジョナサン・ベジックと マシュー・ドゥプイによって達成された。このときのGPS計測では 3,611メートルが確認された。
ハミルトン道路からふもとの Gundah Zhur村への経路上には地雷の危険性が存在する。一部の土地には、どくろマークの赤い三角板の標識が立てられている。Chomanの町では、この領域でのクルド義勇軍の護衛を求めることができる。
北緯36度44分 東経44度52分 / 北緯36.733度 東経44.867度にある Halgurdと呼ばれる近くの山頂の標高は 3,607メートルあり、これまでイラクの最も高い山であると考えられていた。